# Aphelidesmus hermaphroditus
Aphelidesmus hermaphroditus är en mångfotingart som beskrevs av Henri W. Brölemann 1898. Aphelidesmus hermaphroditus ingår i släktet Aphelidesmus och familjen Aphelidesmidae. Inga underarter finns listade i Catalogue of Life.